# Xanthia moderata
Xanthia moderata är en fjärilsart som beskrevs av Walker 1869. Xanthia moderata ingår i släktet Xanthia och familjen nattflyn. Inga underarter finns listade i Catalogue of Life.